# 駐北京辦事處

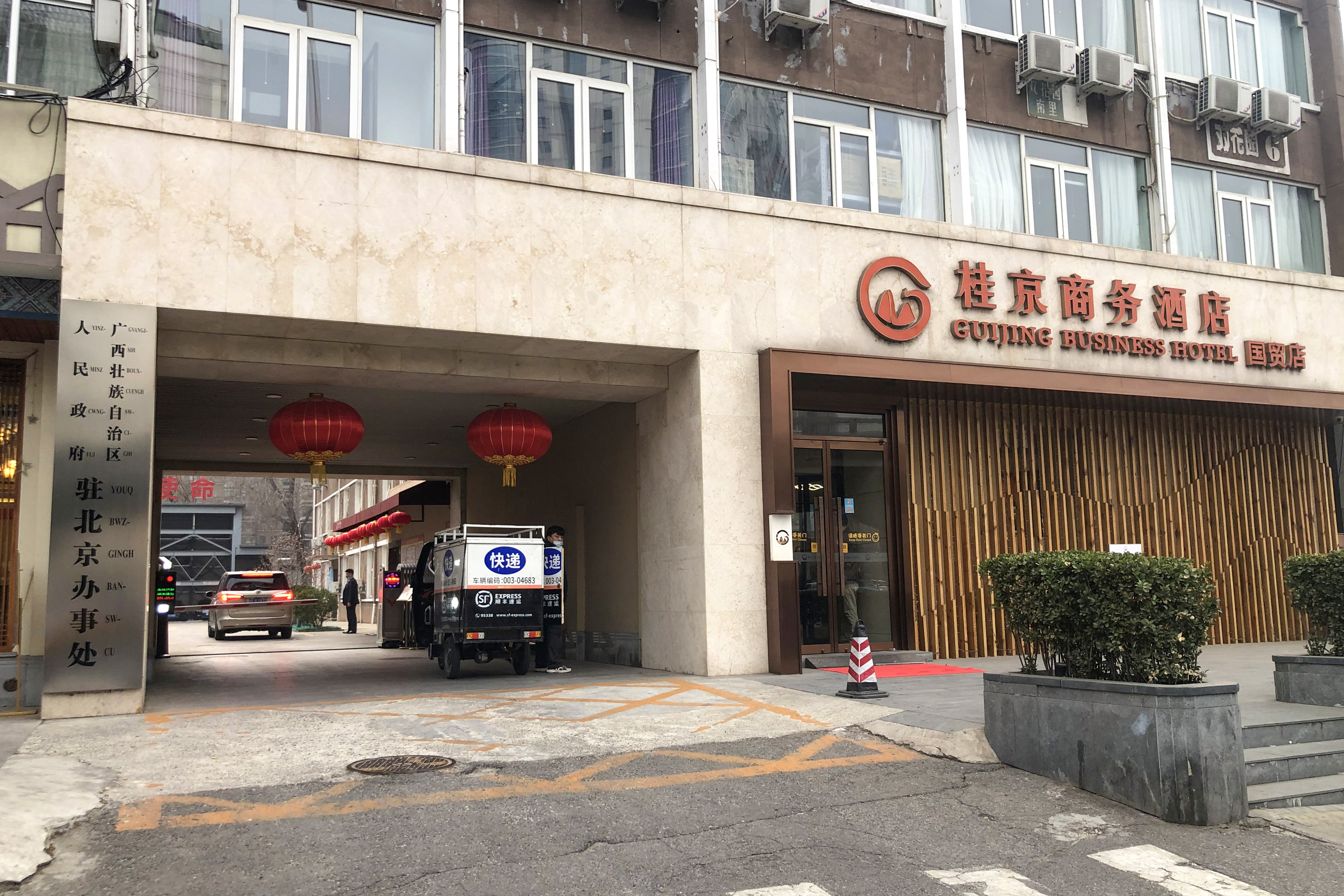
位于双井的广西壮族自治区人民政府驻北京办事处，牌匾上同时用汉字和新壮文标注

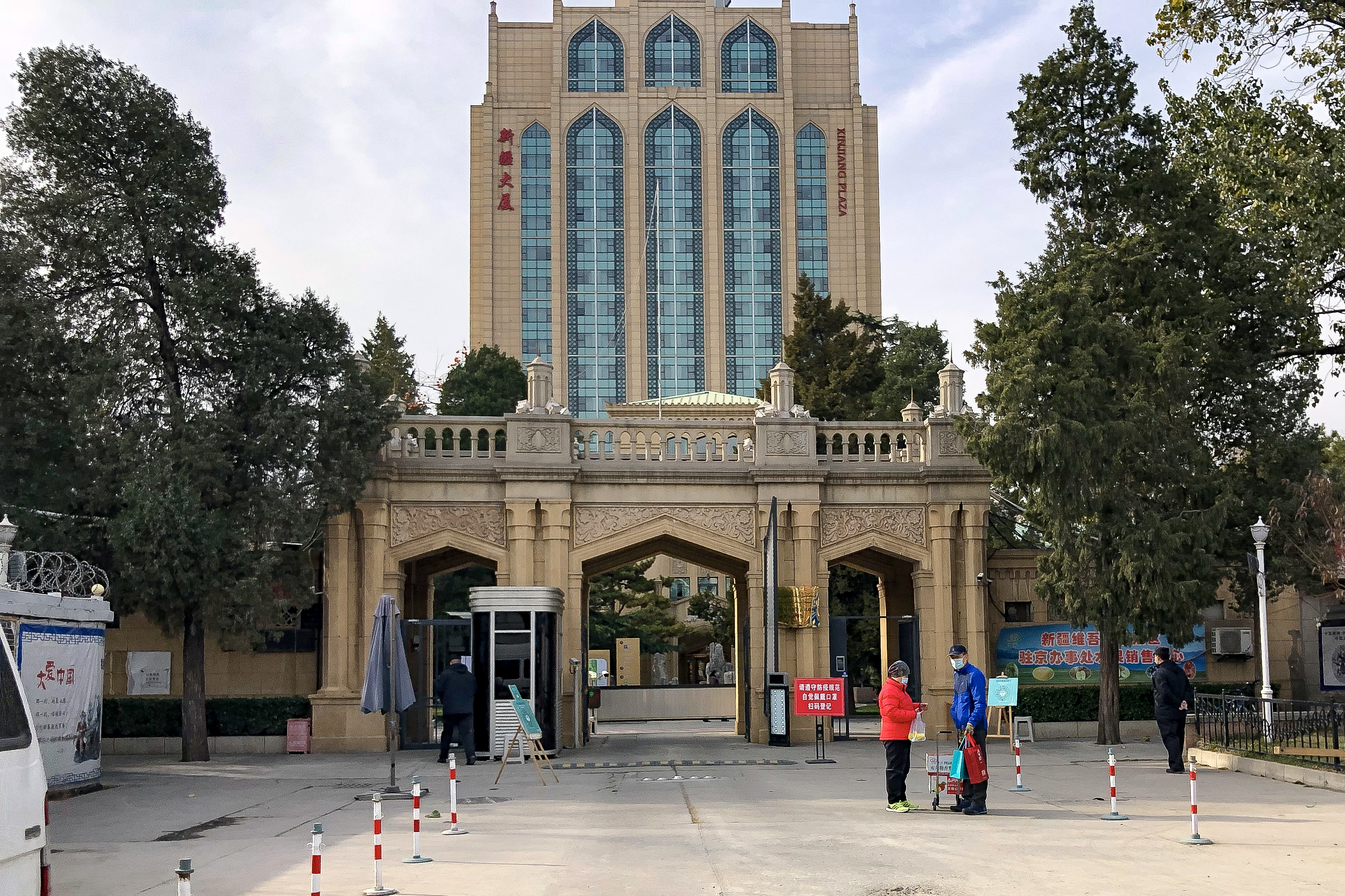
位于三里河路的新疆维吾尔自治区人民政府驻北京办事处正门

驻北京办事处，简称驻京办，是中华人民共和国各省级行政区及副省级市政府、新疆生产建设兵团、经济特区政府、中央政府驻港澳联络办设在首都北京市的派出机构。
国家机关事务管理局驻京办事处与综合管理司负责管理和协调各级人民政府驻京办事处的工作。“内蒙古自治政府驻北平办事处”是地方政府在北京设立最早的派出机构，于1949年3月设立。

## 职责
根据《国务院办公厅关于加强和规范各地政府驻北京办事机构管理的意见》，驻京办承担下列职能：
1. 驻京办事机构主要承担派出地党委、政府委托的工作，为本地区经济社会发展服务；承办中央和国家机关有关部门交办事项；配合北京市做好维护首都稳定的有关工作。
2. 驻京办事机构要适应经济社会发展要求，切实转变职能，实行政企分开，强化公共服务和社会管理，积极推进公务接待和后勤服务社会化改革，努力为本地区基层组织、社会组织和群众在京活动提供相关服务。
3. 驻京办事机构要协助流入地党组织做好本地区在京流动党员的教育管理服务工作。

## 驻京办名单

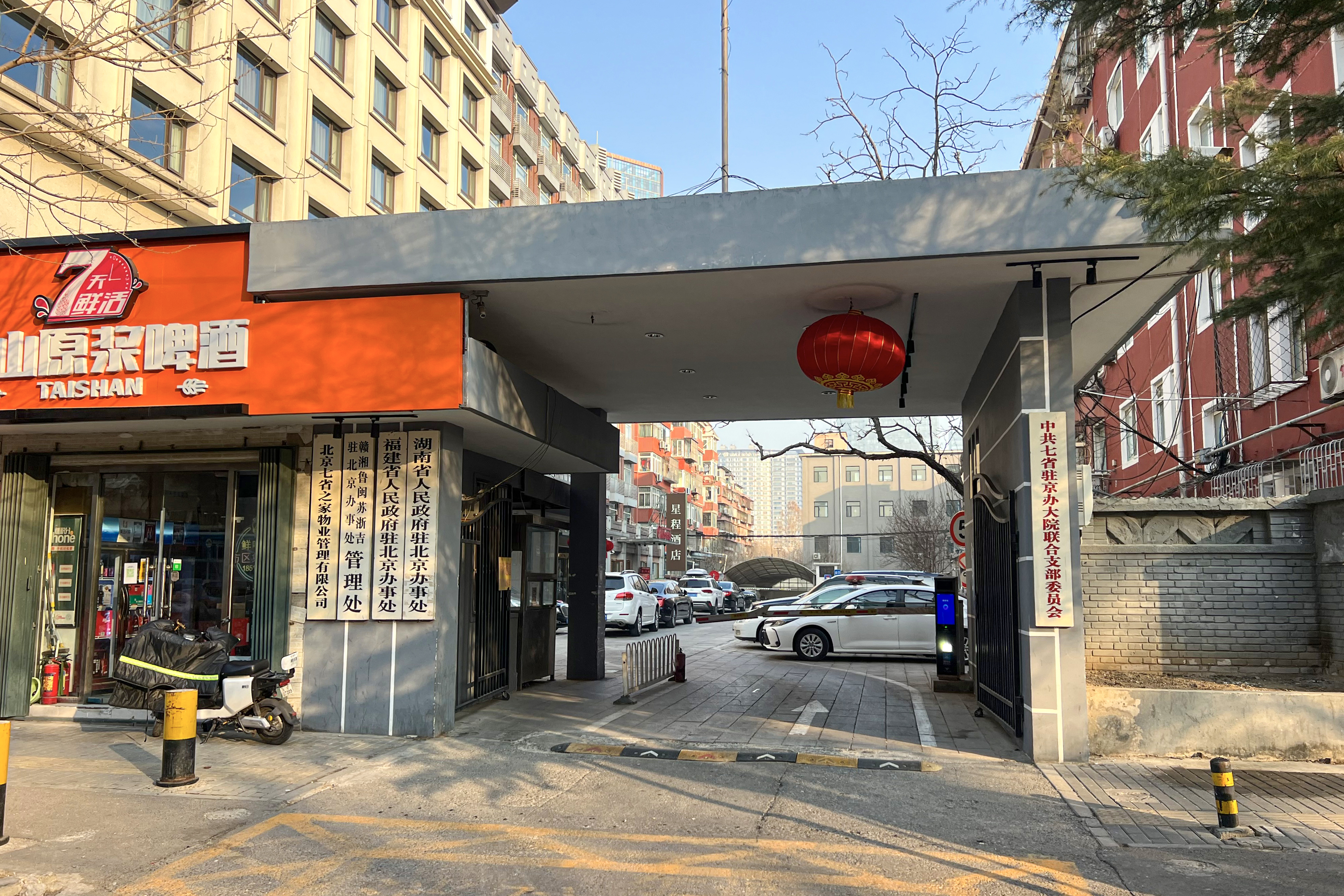
北京市海淀区花园路街道马甸南路2号院因曾为江西、湖南、山东、福建、江苏、浙江、吉林7个省的驻京办所在地而被称为“七省大院”

根据《国务院办公厅关于加强和规范各地政府驻北京办事机构管理的意见》（国办发〔2010〕8号），保留省、自治区、直辖市、计划单列市、副省级市人民政府驻北京办事处，新疆生产建设兵团驻北京办事处，经济特区人民政府驻北京办事处。截至2022年，各地政府驻京办共有52个。其中国管局直接监管的驻京办50个（除注明外皆为正厅级）、特别行政区驻京办2个：

### 省级行政区政府驻京办
- 天津市人民政府驻北京办事处
- 重庆市人民政府驻北京办事处
- 上海市人民政府驻北京办事处
- 黑龙江省人民政府驻北京办事处
- 吉林省人民政府驻北京办事处
- 辽宁省人民政府驻北京办事处
- 河北省人民政府驻北京办事处
- 河南省人民政府驻北京办事处
- 山东省人民政府驻北京办事处
- 陕西省人民政府驻北京办事处
- 甘肃省人民政府驻北京办事处
- 青海省人民政府驻北京办事处
- 四川省人民政府驻北京办事处
- 湖北省人民政府驻北京办事处
- 湖南省人民政府驻北京办事处
- 贵州省人民政府驻北京办事处
- 江苏省人民政府驻北京办事处
- 浙江省人民政府驻北京办事处
- 安徽省人民政府驻北京办事处
- 福建省人民政府驻北京办事处
- 云南省人民政府驻北京办事处
- 广东省人民政府驻北京办事处
- 海南省人民政府驻北京办事处
- 广西壮族自治区人民政府驻北京办事处
- 宁夏回族自治区人民政府驻北京办事处
- 新疆维吾尔自治区人民政府驻北京办事处
- 西藏自治区人民政府驻北京办事处
- 内蒙古自治区人民政府驻北京办事处
- 香港特别行政区政府驻北京办事处
- 澳门特别行政区驻北京办事处

### 副省级市政府驻京办
- 大连市人民政府驻北京办事处（副厅级）
- 青岛市人民政府驻北京办事处（副厅级）
- 宁波市人民政府驻北京办事处（副厅级）
- 厦门市人民政府驻北京办事处（副厅级）
- 深圳市人民政府驻北京办事处（副厅级）
- 沈阳市人民政府驻北京办事处（副厅级）
- 武汉市人民政府驻北京办事处（副厅级）
- 广州市人民政府驻北京办事处（副厅级）
- 西安市人民政府驻北京办事处（副厅级）
- 哈尔滨市人民政府驻北京办事处（副厅级）
- 长春市人民政府驻北京办事处（副厅级）
- 成都市人民政府驻北京办事处（副厅级）
- 南京市人民政府驻北京办事处（副厅级）
- 杭州市人民政府驻北京办事处（副厅级）
- 济南市人民政府驻北京办事处（副厅级）

### 经济特区政府驻京办
- 珠海市人民政府驻北京办事处（正处级）
- 汕头市人民政府驻北京办事处（正处级）

### 国管局直接监管的其他驻京办
- 新疆生产建设兵团驻北京办事处
- 中央人民政府驻香港特别行政区联络办公室北京联络部
- 中央人民政府驻澳门特别行政区联络办公室北京联络部

## 特色文化

### 餐饮文化

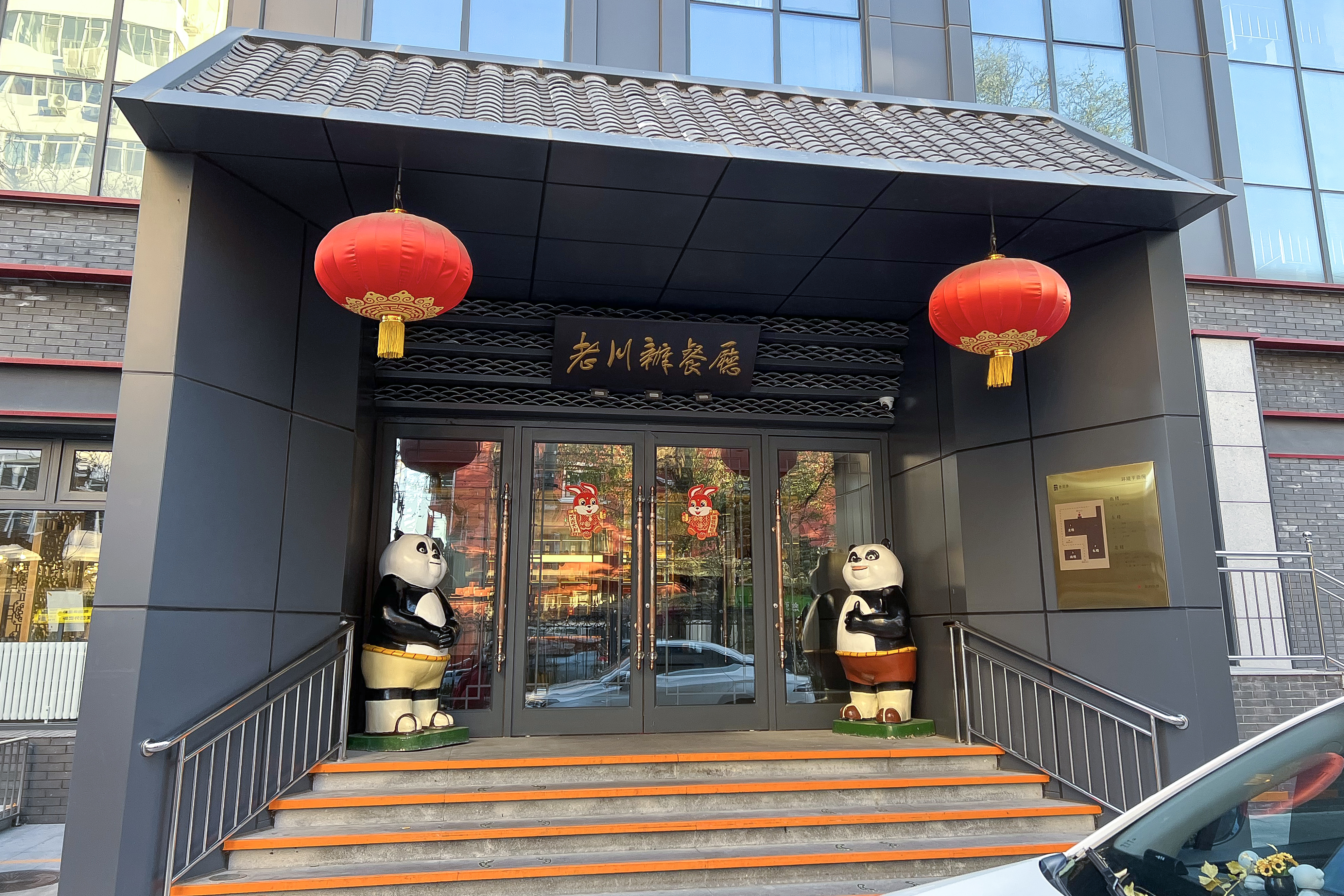
位于东城区东总布胡同的老川办餐厅

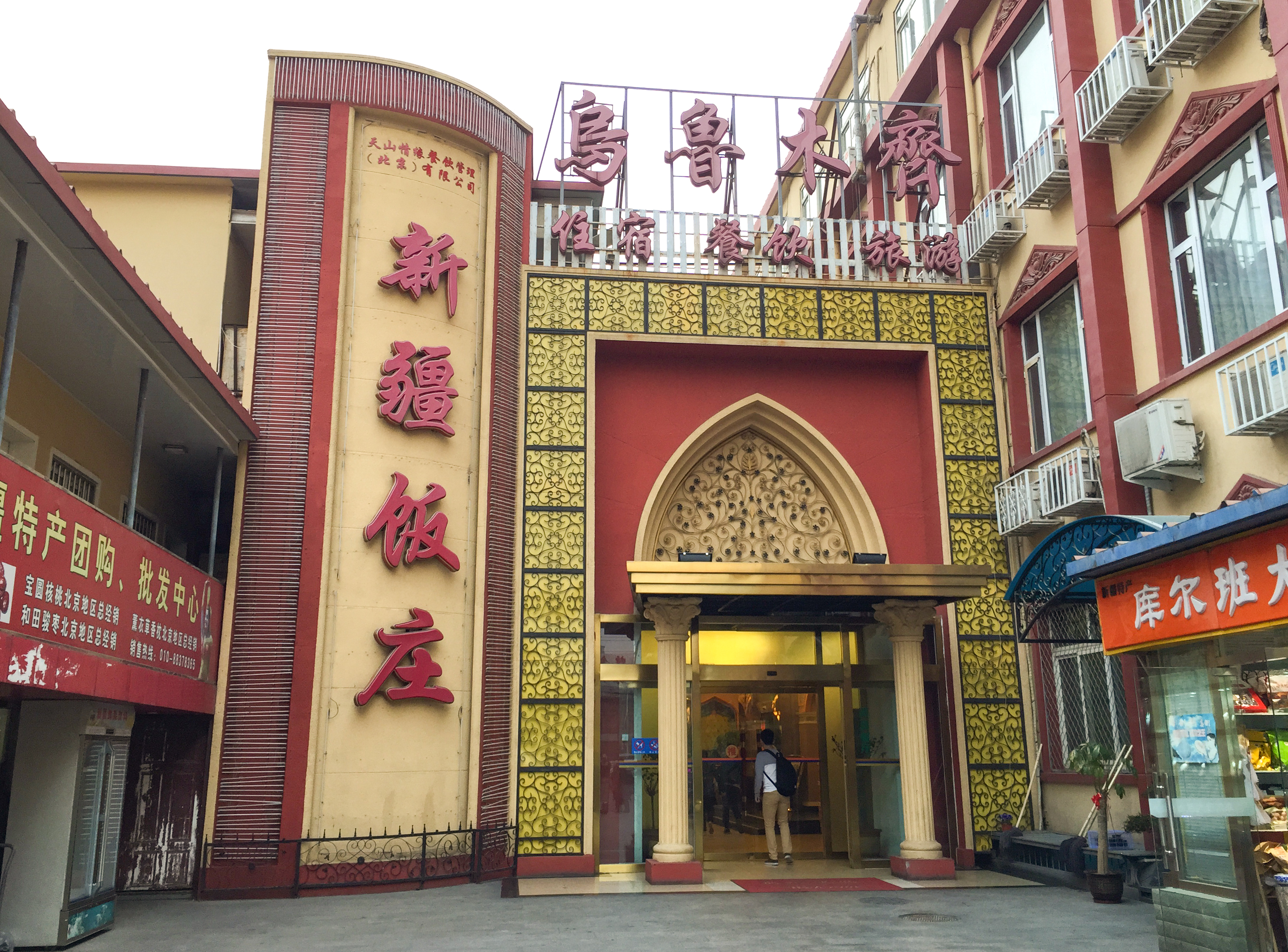
位于车公庄的乌鲁木齐市人民政府驻北京联络处新疆饭庄，北京市民称该餐厅为“乌办”

各省驻京办大多开设有供应各自地方特色菜肴的餐厅，“驻京办”在北京市民中也成为了地方菜的代名词，部分市民则并不满足于省级驻京办的菜肴，转而前往地市级驻京办餐厅寻求特色餐饮。2010年，针对县级驻京办裁撤一事，律师高占强曾表示，驻京办中的宾馆、餐饮等业务可以从驻京办中分离出来继续存留。
但也有个别省级驻京办不设餐饮服务，如香港特別行政區政府駐北京辦事處。

## 批评和争议
中国学者丁学良指，1970年代末的改革开放初期，北京只有30几家省和直辖市的地方政府驻京办。其后，驻京办设置逐渐“泛滥成灾”。至21世纪初已扩展至几千家。《2003年北京工业统计年鉴》称：各驻京办事处在拉动北京内需方面“发挥了重要作用”。
2010年以前，中国内地还包括地方政府所属部门、部分开发区管委会，部分地方政府管理职能单位以各种名义设立的驻京办，以及部分县级、乡级人民政府也用各种名义设立了驻京办。据不完全统计，在2010年国务院整治驻京办问题之前，副省级以上单位的驻京办有52家，市级单位驻京办520家，县级单位驻京办5000余家。
美国之音认为，各地设立驻北京的办事处原本只是为处理地方与中央之间的关系，但其实并无任何法律规定他们的职能。除了各个地方阻截本地的上访者赴京告状之外，这些驻京办的职能也已经超出了原本设立的目的。前中华人民共和国审计署审计长李金华斥驻京办是“跑部钱进”，是滋生腐败的温床。学者丁学良认为驻京办泛滥的原因是1989年六四事件后，“北京中央政府收权力度加大，收紧财政权就导致了“跑部钱进”的现象；而收紧干部监管考核的权力就促使地方干部把眼睛盯在北京”。同时，丁学良认为，与中央政府完全无关的乡镇政府、企业设立驻京办，“与地方官员的腐败分不开。设立乡镇一级驻京办可以为乡镇领导在北京提供一个掩人耳目的消费、享受、经商、做交易的落脚点。”作家王晓方在《驻京办主任》中指驻京办是“三不管”，即“别人管不着，地方没法管，北京管不了”。“又开宾馆、酒楼，又办公司……”
2010年1月19日，国务院办公厅印发《国务院办公厅关于加强和规范各地政府驻北京办事机构管理的意见》，撤销地方各级政府职能部门、各类开发区管委会以及其他行使政府管理职能单位以各种名义设立的驻京办事机构。撤销县、县级市、旗、市辖区人民政府以各种名义设立的驻京办事机构。要求在半年内完成有关整治行动。然而新疆因属于偏远地区，被允许保留部分地州驻京联络处（共8个）。